# Mystus
Mystus és un gènere de peixos de la família dels bàgrids i de l'ordre dels siluriformes.

## Distribució geogràfica
Es troba a l'Àsia Sud-oriental i a l'Àsia meridional.

## Taxonomia
- Mystus abbreviatus (Valenciennes, 1840)
- Mystus alasensis (Ng & Hadiaty, 2005)[3]
- Mystus albolineatus (Roberts, 1994)
- Mystus amemiyai (Bleeker, 1870)
- Mystus ankutta (Pethiyagoda, Silva & Maduwage, 2008)[4]
- Mystus armatus (Day, 1865)
- Mystus armiger (Ng, 2004)[5]
- Mystus atrifasciatus (Fowler, 1937)
- Mystus bimaculatus (Volz, 1904)
- Mystus bleekeri (Day, 1877)[6][7]
- Mystus bocourti (Bleeker, 1864)
- Mystus canarensis (Grant, 1999)
- Mystus castaneus (Ng, 2002)[8]
- Mystus cavasius (Hamilton, 1822)[9]
- Mystus chinensis (Steindachner, 1883)
- Mystus elongatus (Günther, 1864)
- Mystus falcarius (Chakrabarty & Ng, 2005)[10]
- Mystus fluviatilis (Klein, 1775)
- Mystus gulio (Hamilton, 1822)
- Mystus horai (Jayaram, 1954)
- Mystus impluviatus (Ng, 2003)[11]
- Mystus keletius (Valenciennes, 1840)
- Mystus leucophasis (Blyth, 1860)
- Mystus macropterus (Bleeker, 1870)
- Mystus malabaricus (Jerdon, 1849)
- Mystus micracanthus (Bleeker, 1846)
- Mystus montanus (Jerdon, 1849)
- Mystus multiradiatus (Roberts, 1992)
- Mystus mysticetus (Roberts, 1992)
- Mystus nigriceps (Valenciennes, 1840)[12]
- Mystus oculatus (Valenciennes, 1840)
- Mystus pelusius (Solander, 1794)
- Mystus pulcher (Chaudhuri, 1911)[13]
- Mystus punctifer (Ng, Wirjoatmodjo i Hadiaty, 2001)[14]
- Mystus rhegma (Fowler, 1935)
- Mystus rufescens (Vinciguerra, 1890)
- Mystus singaringan (Bleeker, 1846)
- Mystus tengara (Hamilton, 1822)[15][16]
- Mystus vittatus (Bloch, 1794)[17]
- Mystus wolffii (Bleeker, 1851)[18]